# Industrie textile dans le Nord-Pas-de-Calais
L'industrie textile dans le Nord-Pas-de-Calais est un secteur économique d'une région française. Dans la région et dans les années 1950, l'industrie textile est un des trois piliers économiques avec l'industrie charbonnière et la sidérurgie ; ce qui valut le surnom d'usine de la France à la région.
Dans la région Nord-Pas-de-Calais, l'industrie textile s'est majoritairement répandue sur Roubaix la ville au mille cheminées, Tourcoing, leurs alentours et Lille.

## Histoire

### Les villes drapières
La plus ancienne industrie du Nord de la France est l'industrie  textile.
Source importante de revenus dans les villes flamandes dès le Xe siècle elle connut son plein développement au XIIe siècle.  Les marchands associés au sein de la Hanse des XVII villes  (qui compta jusqu'à 25 villes) organisaient le commerce de cette production.
Roubaix, Leers et Hem et Wasquehal, deviennent des hauts-lieux de la draperie rurale.

### Une tradition de la dentelle
Plusieurs villes (Arras, Calais, Lille et Valenciennes) ont ou avaient un savoir-faire dans la dentelle. 
La ville de Caudry a également connu un grand essor économique après l'arrivée de la dentelle, celle ci avait été introduite par un Hopkins en France. 

### L'essor de la sayetterie
Grâce à une sentence des archiducs de 1609 qui autorise certains ouvrages de sayetterie à se fabriquer dans les bourgs et villages de Roubaix, des villes comme Wasquehal et Leers deviennent des villes manufacturière.

### L'industrialisation

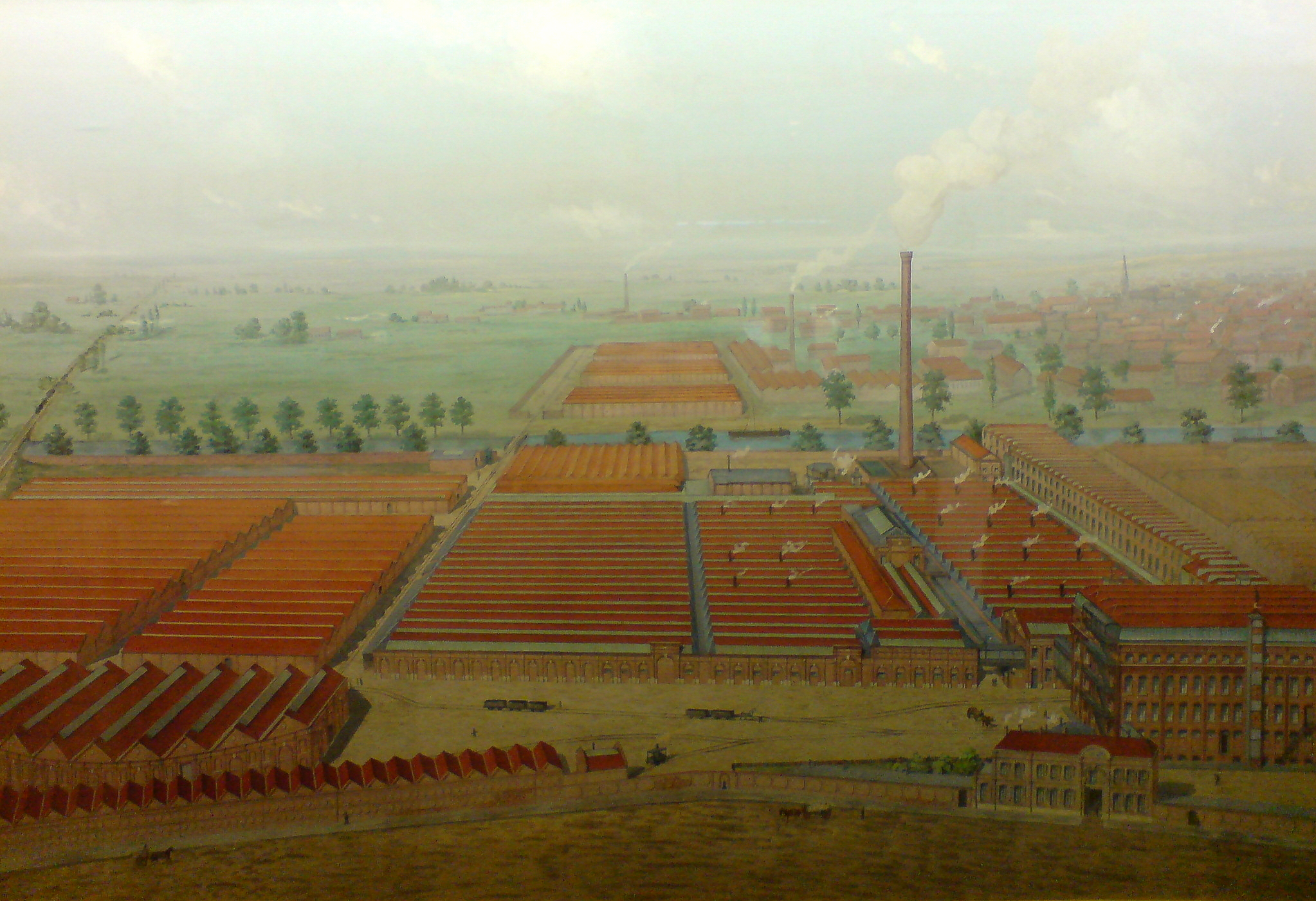
Ancien peignage Motte à Roubaix.

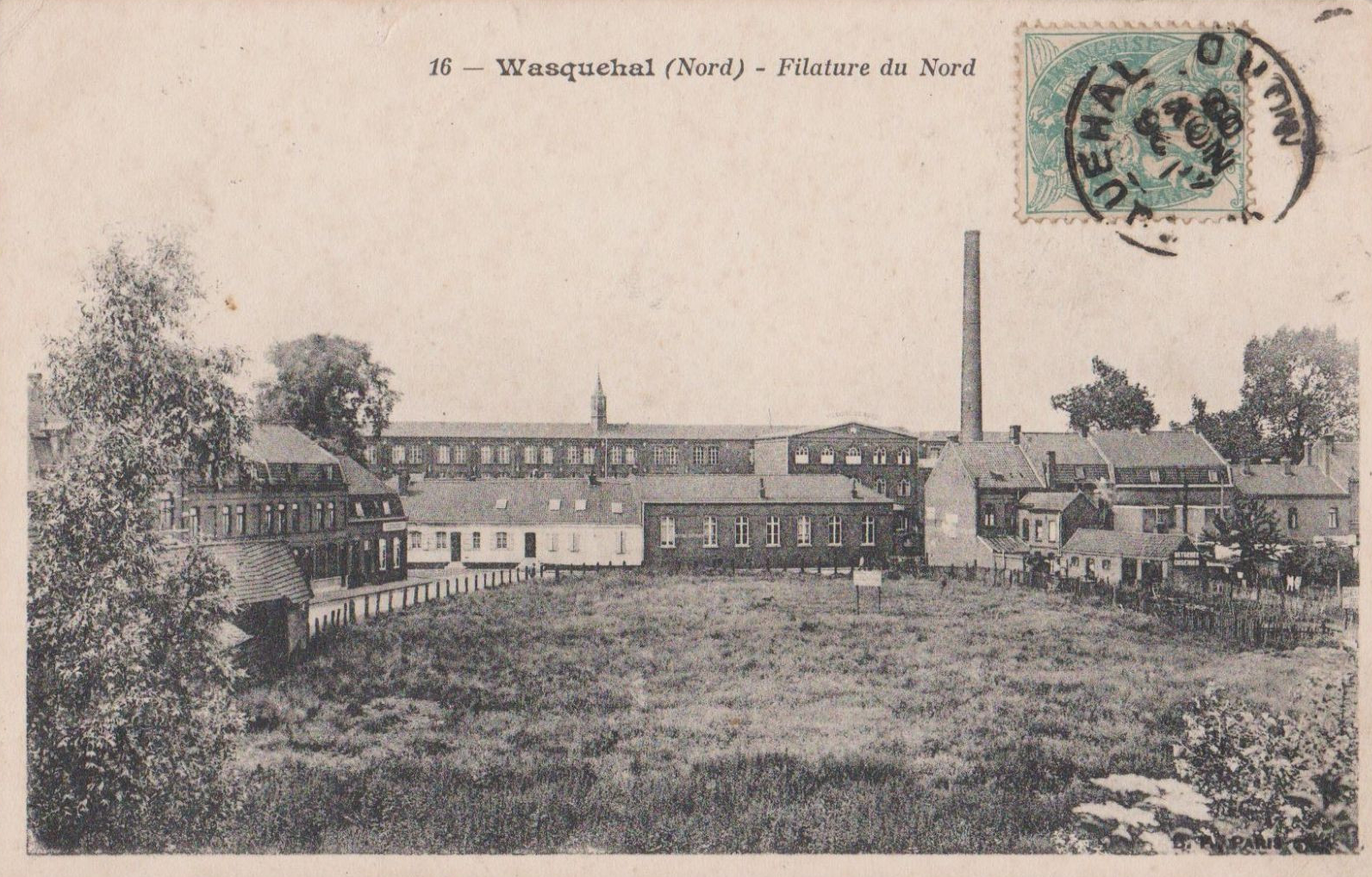
Filature du Nord à Wasquehal en 1908.

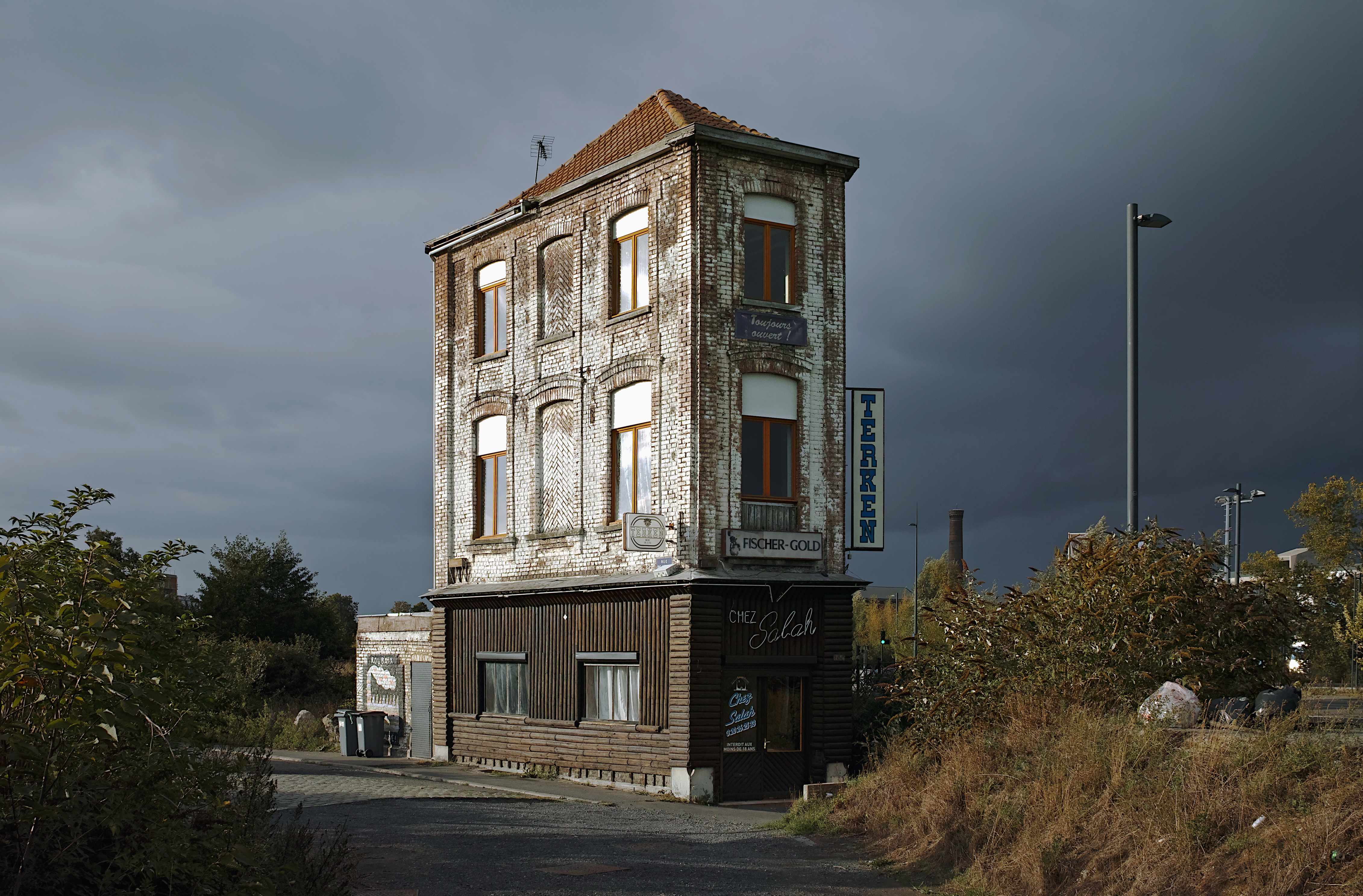
Café Chez Salah, rue de Tourcoing, à Roubaix. Dernier bâtiment d'un ancien quartier ouvrier qui a gagné le droit de ne pas être démoli.

L'industrie textile de Roubaix et de Tourcoing date vraisemblablement du  XIVe siècle. Son existence est attestée au XVIe siècle à Tourcoing, au   XVIIIe siècle à Roubaix. Il existait à Wattrelos, 105 tisserands contre 62 à Roubaix, au début du XVIIe siècle.
Jusqu'au début du XIXe siècle, les paysans filaient et tissaient à domicile sur des métiers dont ils étaient propriétaires et apportaient leur production à Lille, Roubaix et Tourcoing à des marchands-fabricants, échelon intermédiaire entre l'ouvrier et le négociant. 
En 1726, les manufacturiers de Roubaix, Croix et Wasquehal, inventent un nouveau genre d'étoffe de laine qu'ils appellent Calmandille, et qui est surtout destiné à l'Espagne et aux Indes, à cause de sa légèreté. Les manufacturiers lillois qui essaient de les imiter mais ne réussissant pas, intentent un procès aux fabricants de Roubaix, Croix et Wasquehal. Ces derniers sont soutenus par le prince de Soubise et les Lillois par la chambre de commerce. Les manufacturiers lillois demandent alors que la faculté laissée aux manufacturiers de Roubaix, Croix et Wasquehal soit limitée. L'intendant de Flandre, appuyé par les vieillards de Croix et de Wasquehal laisse les habitants de Wasquehal, de continuer à fabriquer des étoffes.
La mécanisation de l'industrie et la concentration dans des ateliers des ouvriers qui travaillent dans des conditions très dures (longueur extrême des journées de travail, insécurité…) remplacent progressivement le travail à domicile au cours de la première moitié du XIXe siècle. 
En 1851, le peignage Holden s'installe à Croix-Wasquehal en 1851, sur l'actuelle avenue Jean-Paul Sartre. L'usine possède une cheminée de 105 mètres de haut, elle est la plus haute du monde mais fragile elle est baissée à 92 mètres. L'usine fournit à l’époque à elle seule 16 % de la laine peignée française.
En cette fin de XIXe siècle, une  masse ouvrière Flamande fuit la misère des campagnes belges et vient travailler dans les villes du nord et notamment et d'avril à mai 1880, durant 36 jours, de nombreuses villes du Nord connaissent une période de grève dans les usines textiles. Ces grèves résultent à la fois par un désespoir issu d'une misère, distillée par une industrie en plein expansion, et par le fait qu'elles permettent à toute une culture ouvrière de se révéler. On dénombre 13206 grévistes à Roubaix, 7831 à Armentières, 5820 à Tourcoing, 2994 à Houplines, 2250 à Croix, 1954 à Lille, 1500 à Jeumont, 650 à Wattrelos, 647 à Halluin, 450 à Wasquehal, 325 à La Madeleine, 150 à Marcq-en-Barœul et 140 à Nieppe. Les grèves échouent, du à l'intransigeance des patrons mais auront des prolongements importants avec cinq ans plus tard, la création de la première entité socialiste à Wasquehal. 
Le 3 décembre 1881, dix-sept peigneurs de laines fines se réunissent à l'hôtel de l'Europe à Lille afin de « mettre un terme à la concurrence ruineuse qu’ils se faisaient jusqu’à ce jour ».
Le 30 avril 1911, la ville de Roubaix accueille l'Exposition internationale du Nord de la France.
Les usines sont pour la plupart détruites ou fortement endommagées et leurs équipements emportés en Allemagne lors de l'occupation du Nord-Est de la France par l'Allemagne pendant la Première Guerre mondiale. Certains de leurs dirigeants sont déportés avec d'autres notabilités de la région lilloise au camp de Holzminden. D'autres qui avaient pu quitter la région restés à l'arrière préparent l'après guerre  en constituant à Paris dès le 24 décembre 1914 une association pour les sinistrés du Nord et en formant un regroupement de plusieurs des principaux industriels dans la Société immobilière d’industrie textile qui aboutira à la création en 1919 d'une filiale commune « La Cotonnière lilloise ».
Cette nouvelle entreprise construira dans le quartier des Bois Blancs à Lille,  une vaste usine fermée en 1989 dont les bâtiments réhabilités abritent les activités d'EuraTechnologies.
Le versement des indemnités pour dommages de guerre regroupées dans un «Comptoir central d'achats industriels pour les régions envahies» permet une reconstruction relativement rapide au début des années 1920, l'activité étant rétablie à la fin de 1923.
L'industrie fut frappée par la crise des années 1930. À la suite de la déclaration d'une baisse de 10 % puis de 4 % du salaire, le 16 mai 1931, 114 500 ouvriers sur 127 601, d'après les sources patronales, se mirent en grève. Les patrons qui ne voulaient rien entendre et la médiation de l'évêque de Lille Achille Liénart n'y changea rien. La grève dura jusqu'au 24 juillet de la même année,. Les 12 et 13 juin, des émeutes, consécutives à la grève, éclatèrent à Roubaix. La justice ordonna en représailles des descentes de police dans les maisons du peuple communistes de Roubaix, Tourcoing, Halluin et Lille. Ce conflit fait l'objet du roman de Maxence Van der Meersch « Quand les sirènes se taisent ».
L'occupation de la Seconde guerre mondiale fut moins désastreuse que celle de la Première. Contrairement à la période de 1914 à 1918 où les usines étaient pratiquement arrêtées et leur matériel pillé, l'industrie continua de fonctionner, cependant ralentie  par la pénurie de matières premières et de main d'œuvre ponctionnée par la captivité en Allemagne et le STO mais la plus grande partie de la production était détournée au profit du l'effort de guerre du Reich. La filature de coton sortit de la guerre sinistrée à 30 % et les usines Thiriez du Faubourg de Béthune et de Loos furent dévastées par les combats de mai 1940 mais la filature de lin était épargnée et l'industrie de la laine de Roubaix-Tourcoing connut peu de difficulté de remise en marche.
Le début des années 1950 fut une période d'euphorie pour l'industrie textile où l'écoulement des produits finis était sans difficulté. Les handicaps d'une mono-industrie insuffisamment modernisée, perdant ses marchés coloniaux et subissant la concurrence précoce des pays émergents suscitée en partie par les implantations étrangères des entreprises du Nord, se révélèrent progressivement au cours de la période suivante, bien avant la fin de la prospérité des trente glorieuses. Les concentrations et restructurations des années 1960, 1970 et 1980 ne firent que ralentir le déclin de l'industrie du Nord jusqu'à sa quasi-disparition dans le domaine de la fabrication au XXIe siècle.
Les quartiers ouvriers disparaissent et ne subsiste que quelques vestiges comme le Café Chez Salah, rue de Tourcoing, à Roubaix. Autrefois entouré de maisons ouvrières et de bâtiments industriels, Chez Salah est le seul bâtiment d'une rue d'un ancien quartier ouvrier qui a gagné le droit de ne pas être démoli. Encore en activité en 2022, il symbolise la résistance des travailleurs immigrés de l'industrie textile dans le Nord-Pas-de-Calais dans ce quartier en complète reconversion.

## Démographie et population
À partir du début du XXe siècle, l'industrie textile est florissante à Lille, Roubaix, Wasquehal et Tourcoing. De nombreux migrants étrangers, en majorité Belges flamands viennent y trouver un travail. 
La population de Roubaix évolue de 8 300 habitants en 1800 à 124 661 en 1896, soit une augmentation de 1 380 % ; durant la même période, Tourcoing passe de 11 380 habitants à 73 553, soit un gain de 577,3 %. Les années suivantes, tandis que Roubaix stagnait Tourcoing gagnait de nouveau des habitants pour atteindre 82 644 habitants en 1911. Les populations grandissent également dans les villes autour du duopole.
Au total, La population de Lille, Roubaix et Tourcoing triple entre 1851 et 1911. Faute d'effort de construction en rapport avec cette croissance, malgré quelques initiatives limitées de logements sociaux telle que la Cité philanthropique ou de maisons ouvrières, un grand nombre d'ouvriers étaient obligés de loger dans des courées ou d'autres logis insalubres .

## Familles patronales
Les dynasties de l'industrie textile de la métropole lilloise, dont l'origine remonte au début du XIXe siècle, étaient unies par des liens familiaux. Ces alliances matrimoniales ont contribué à la solidité de l'industrie textile jusque dans les années 1950 et ont aidé à sa reconversion à partir des années 1960 dans d'autres activités, vente par correspondance, grande distribution, hôtellerie etc.
La famille Motte est une famille d'industriels. Parmi les 81 foyers que compte les trois générations à partir du XVIIIe siècle, 81,5 % des chefs de famille travaillent dans l'industrie textile.
La famille Pollet a fondé La Redoute qui fut l'un des précurseurs des filatures lainières à Roubaix.
La famille Prouvost lance les entreprises Peignage Amédée Prouvost et la Lainière de Roubaix.
La famille Wallaert est à la tête d'un empire industriel au XIXe siècle et jusqu'en 1970 dont les principales usines étaient des filatures de coton à Lille.
La famille Agache est la fondatrice au début du XIXe siècle de la plus importante entreprise française de filature de lin disparue à la fin des années 1980.
La famille Le Blan alliée à la famille Wallaert était à la tête d'importantes filatures de coton à Lille dans les quartiers de Moulins et de Canteleu.
La famille Thiriez dont l'entreprise fusionna avec Cartier Bresson en 1925, DMC en 1961, absorbant ensuite plusieurs sociétés telle l'entreprise Wallaert formant un des plus importants ensembles textiles français avant sa disparition à la fin du XXe siècle.
La famille Despature créatrice du produit Thermolactyl et de la marque Damart.
La famille Descamps qui a donné son nom à une marque de linge de maison.
La famille Delebart-Mallet était à la tête d'un ensemble de filatures de coton qui connut son apogée au cours de la première moitié du XXe siècle puis fut absorbé par le groupe britannique Courtaulds, repris par le groupe Mosley qui ferma les dernières usines vers 2000.
La famille Toulemonde. Bruno Toulemonde, lointain descendant de Floris Toulemonde, fondateur de la dynastie dirige une entreprise de fabrication de fils à coudre rescapée du naufrage de l'industrie textile du Nord.
La famille Tiberghien, industriels de Tourcoing dont les usines vendues en 1987 au groupe Chargeurs ont été fermées en 1999.
La famille Masurel industriels de Tourcoing dont la société a fusionné en 1966 avec la Lainière de Roubaix.
La famille Mulliez, industriels de Roubaix fonde les filatures de St Liévin en 1923 et Phildar en 1943. Elle est aujourd'hui représentée par l'Association Familiale Mulliez, diversifiée notamment dans la grande distribution et l'habillement.

## Données économiques

### Métier
Le lin devient la ETAI spécialité de Lille et de la plaine de la Lys, tandis que Roubaix-Tourcoing se concentre sur la laine. Certains peigneurs de laine étaient regroupés en cartel.

### Emploi
L'industrie textile dans le Nord-Pas-de-Calais est en 1954, la première activité régionale, avec plus de 171 000 emplois, avec les activités charbonnières et de sidérurgie.  
La région eut le surnom d'« usine de la France ». Cette industrie représente environ 12,8 % de l'emploi régional et 26,5 % de l'industrie textile nationale.  
Depuis la fin des années 1950, le nombre d'emplois diminue continuement. Ainsi, l'industrie textile, hors habillement, compte 160 000 emplois en 1962, 95 000 en 1975, 51 000 en 1989, 33 000 en 2000 et 11 900 emplois en 2013, essentiellement dans les centres de recherche-développement, l'activité de fabrication ayant pratiquement disparu.